# Igor Sikorsky
Igor Ivanovich Sikorsky (tiếng Nga: И́горь Ива́нович Сико́рский, IPA: [ˈiɡərʲ ɪˈvanəvitʃ sʲɪˈkorskʲɪj] ⓘ, tr. Ígor' Ivánovič Sikórskij; 25 tháng 5 năm 1889 – 26 tháng 10 năm 1972) là một người Mỹ gốc Nga tiên phong trong lĩnh vực hàng không về máy bay trực thăng và máy bay cánh cố định. Thành công đầu tiên của ông được biết đến là chiếc máy bay S-2, là chiếc thứ hai do ông thiết kế và chế tạo. Chiếc máy bay thứ năm của ông là S-5 đã được quốc gia công nhận và được cấp giấy phép số 64 của F.A.I. Đến chiếc máy bay S-6A của ông đã nhận được giải thưởng cao nhất tại Triển lãm Hàng không Moskva năm 1912, và vào mùa thu năm đó, ông giành chiến thắng tại giải nhà thiết kế, chế tạo trẻ và giải thưởng phi công đầu tiên tại cuộc thi quân sự ở Saint Petersburg.
Sau khi di cư đến Hoa Kỳ vào năm 1919, Sikorsky đã thành lập Tổng công ty Máy bay Sikorsky vào năm 1923 và phát triển chiếc thủy phi cơ vượt biển đầu tiên của Pan American World Airways vào những năm 1930.
Năm 1939, Sikorsky đã thiết kế và điều khiển Vought-Sikorsky VS-300, chiếc trực thăng đầu tiên của Mỹ, tiên phong trong cấu hình cánh quạt được sử dụng bởi hầu hết các máy bay trực thăng hiện đại ngày nay.  Sikorsky đã sửa đổi thiết kế thành Sikorsky R-4, trở thành máy bay trực thăng sản xuất hàng loạt đầu tiên trên thế giới vào năm 1942.

## Đầu đời
Igor Sikorsky sinh ra ở Kiev thuộc đế quốc Nga, ngày nay là Ukraina. Ông là con út trong một gia đình có năm người con. Cha của ông, Ivan Alexeevich Sikorsky là giáo sư tâm lý học của Đại học Thánh Vladimir, (ngày nay là Đại học Quốc gia Taras Shevchenko của Kiev) một nhà tâm thần học có tiếng tăm quốc tế, và là một người theo chủ nghĩa dân tộc Nga.
Igor Sikorsky là một tín đồ Cơ đốc giáo chính thống. Khi được hỏi về nguồn gốc của mình, ông sẽ trả lời rằng, "Gia đình tôi có nguồn gốc từ Nga. Ông tôi và tổ tiên khác từ thời Peter Đại đế là các linh mục Chính thống Nga."
Mẹ của Sikorsky là Mariya Stefanovna Sikorskaya (nhũ danh Temryuk-Cherkasova) đôi khi được gọi là Zinaida Sikorsky là một dược sĩ không làm việc thường xuyên. Khi giáo dục tại gia, mẹ ông đã dành cho ông một tình yêu lớn về nghệ thuật, đặc biệt là về cuộc đời và công việc của Leonardo da Vinci, và những câu chuyện của Jules Verne. Năm 1900, ông cùng cha qua Đức và qua các cuộc trò chuyện với cha mình, ông bắt đầu quan tâm đến khoa học tự nhiên. Sau khi trở về nhà, Sikorsky bắt đầu thử nghiệm máy bay mô hình và chỉ một năm sau, tức là khi mới 12 tuổi, cậu bé Sikorsky đã chế tạo được một chiếc máy bay trực thăng nhỏ chạy bằng dây cao su.
Sikorsky bắt đầu học tại trường thiếu sinh quân Saint Petersburg vào năm 1903 khi 14 tuổi. Năm 1906, ông xác định tương lai của mình sẽ là theo ngành kỹ thuật, vì vậy ông đã xin nghỉ tại trường và rời Đế quốc Nga để học ở Paris. Ông trở lại Đế quốc Nga vào năm 1907, ghi danh vào Trường Cao đẳng Cơ khí của Viện Bách khoa Kiev. Sau một năm học, Sikorsky một lần nữa đi cùng cha mình đến Đức vào mùa hè năm 1908, nơi ông biết được những thành tựu bay của Anh em nhà Wright và tàu bay tĩnh của Ferdinand von Zeppelin. Sikorsky sau đó nói về sự kiện này, "trong vòng hai mươi bốn giờ, tôi quyết định thay đổi công việc của cuộc đời mình. Tôi sẽ học ngành hàng không."
Vào đầu Thế chiến thứ nhất năm 1914, công việc nghiên cứu và sản xuất máy bay của Sikorsky ở Kiev đã phát triển mạnh mẽ và nhà máy của ông đã chế tạo máy bay ném bom trong chiến tranh. Sau khi cuộc cách mạng Bolshevik bắt đầu vào năm 1917, Igor Sikorsky đã trốn khỏi quê hương vì chính phủ mới đe dọa sẽ bắn ông. Ông chuyển đến Pháp, nơi ông nhận được một hợp đồng đề nghị thiết kế một chiếc máy bay Muromets kiểu mới, mạnh mẽ hơn.  Nhưng vào tháng 11 năm 1918, chiến tranh kết thúc và chính phủ Pháp ngừng trợ cấp cho các yêu cầu quân sự, ông quyết định chuyển đến Hoa Kỳ. Vào ngày 24 tháng 3 năm 1919, ông rời Pháp trên tàu Lorraine đến thành phố New York vào ngày 30 tháng 3 năm 1919.

## Sự nghiệp
Năm 1909, với sự hỗ trợ tài chính từ người chị gái, Sikorsky đến Paris lúc đó là trung tâm hàng không của thế giới. Sikorsky đã gặp những người tiên phong trong lĩnh vực hàng không, hỏi họ những câu hỏi về máy bay và những chuyến bay. Vào tháng 5 năm 1909, ông trở về Nga và bắt đầu thiết kế chiếc máy bay trực thăng đầu tiên của mình, bắt đầu thử nghiệm vào tháng 7 năm 1909. Mặc dù đã tiến bộ trong việc giải quyết các vấn đề kỹ thuật về kiểm soát, Sikorsky nhận ra rằng máy bay sẽ không thể bay được. Cuối cùng ông đã tháo rời máy bay vào tháng 10 năm 1909, sau khi xác định rằng sẽ không thể học được gì thêm từ thiết kế đó.
Tôi đã học đủ để nhận ra rằng với tình trạng hiện thời về kỹ thuật, động cơ, vật liệu và hơn hết là thiếu tiền và thiếu kinh nghiệm... tôi sẽ không thể sản xuất một máy bay trực thăng thành công vào thời điểm đó.
Máy bay đầu tiên của Sikorsky do chính ông thiết kế là chiếc S-1 đã sử dụng động cơ quạt 3 xi lanh Anzani 15 mã lực trong một định hình cơ cấu đẩy không thể nâng được máy bay lên. Thiết kế thứ hai của ông có tên S-2 được trang bị động cơ Anzani 25 mã lực trong định hình cơ cấu động cơ kéo và bay lần đầu tiên vào ngày 3 tháng 6 năm 1910 ở độ cao vài feet. Vào ngày 30 tháng 6, sau một số sửa đổi thì Sikorsky đã cho bay đạt đến độ cao "60 hoặc 80 feet" trước khi S-2 bị hư hỏng và phá hủy hoàn toàn khi bị rơi trong khe núi. Sau đó, Sikorsky đã chế tạo S-5 hai chỗ ngồi, là thiết kế đầu tiên của ông không dựa trên các máy bay khác ở châu Âu. Với việc cho cất cánh chiếc máy bay nguyên bản này, Sikorsky có được bằng phi công Liên đoàn Thể thao hàng không Thế giới (F.A.I.) giấy phép số 64 bởi Câu lạc bộ hàng không hoàng gia Nga cấp năm 1911. Trong một cuộc trình diễn của S-5, động cơ đã không vận hành và Sikorsky buộc phải hạ cánh để tránh tường. Người ta phát hiện ra rằng một con muỗi trong nhiên liệu đã bị hút vào bộ chế hòa khí khiến động cơ không được bơm nhiên liệu vào. Sikorsky tin chắc về sự cần thiết của một chiếc máy bay có thể tiếp tục bay nếu nó bị mất một động cơ. Chiếc máy bay tiếp theo của ông là S-6 có thể chở được ba hành khách và được chọn là người chiến thắng trong triển lãm máy bay Moskva do Quân đội Nga tổ chức vào tháng 2 năm 1912.
Đầu năm 1912, Igor Sikorsky trở thành Kỹ sư trưởng bộ phận máy bay cho Russo-Balt (R-BVZ) tại Saint Petersburg. Công việc của ông tại R-BVZ bao gồm việc chế tạo máy bay bốn xi lanh đầu tiên. Chiếc S-21 Russky Vityaz mà ban đầu ông gọi là Le Grand khi được trang bị chỉ hai động cơ, sau đó là Bolshoi Baltisky (Đại Baltic) khi là máy bay đầu tiên được trang bị bốn động cơ, cặp động cơ của mỗi bảng điều khiển trong định hình cơ cấu song song kéo-đẩy trước khi hình thành bốn động cơ kéo Russki Vityaz. Ông cũng từng là phi công thử nghiệm cho chuyến bay đầu tiên vào ngày 13 tháng 5 năm 1913. Để ghi nhận thành tựu đó, ông đã được trao bằng danh dự về kỹ thuật bởi Viện Bách khoa Saint Petersburg năm 1914. Sikorsky đã rút kinh nghiệm từ xây dựng Russky Vityaz để phát triển máy bay vận tải S-22 Ilya Muromets. Do chiến tranh thế giới lần thứ nhất bùng nổ, ông đã thiết kế lại nó thành máy bay ném bom bốn động cơ đầu tiên trên thế giới, nhờ vậy mà ông được trao tặng Huân chương Thánh Vladimir.
Sau Chiến tranh thế giới lần thứ nhất, Igor Sikorsky nhanh chóng trở thành kỹ sư cho các lực lượng Pháp ở Nga trong Nội chiến Nga. Thấy ít cơ hội cho mình là một nhà thiết kế máy bay ở châu Âu đang bị chiến tranh tàn phá, nhất là ở Nga bị tàn phá bởi Nội chiến và Cách mạng Tháng Mười, ông di cư sang Hoa Kỳ, đến New York vào ngày 30 tháng 3 năm 1919.

### Danh sách máy bay thiết kế của Sikorsky

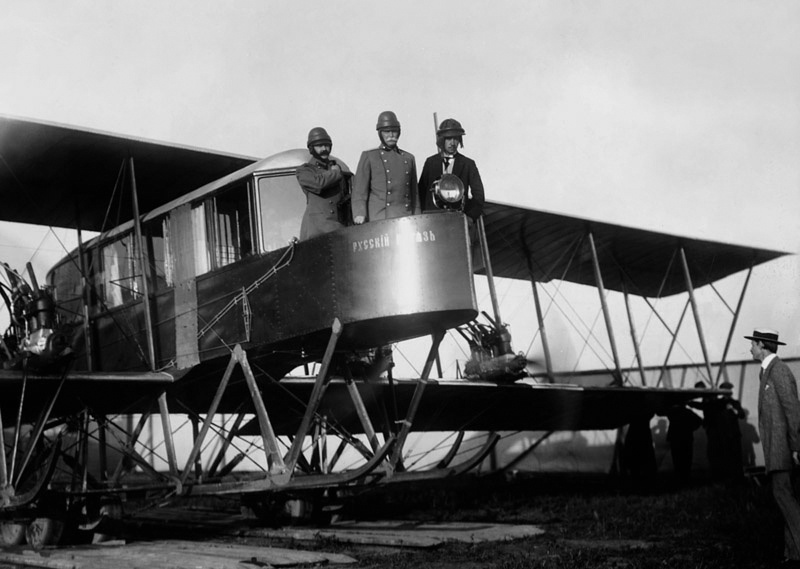
Các phi công người Nga Sikorsky, Genner và Kaulbars trên chiếc "Russky Vityaz", năm 1913

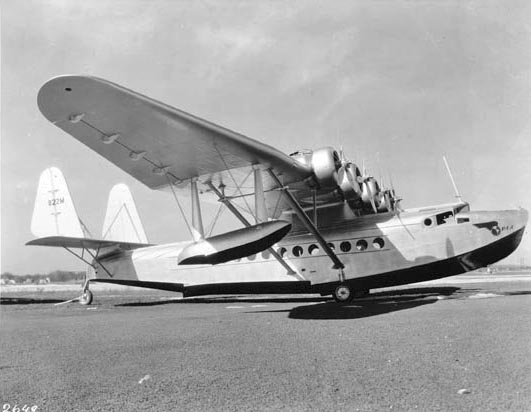
Thủy phi cơ Sikorsky S-42.

- H-1 thiết kế máy bay trực thăng đầu tiên của Sikorsky, 1909
- H-2 thiết kế máy bay trực thăng thứ hai của Sikorsky, 1910
- S-1 hai tầng cánh lực đẩy một động cơ, thiết kế cánh cố định đầu tiên của Sikorsky, 1910
- S-2 hai tầng cánh lực kéo một động cơ phát triển từ S-1, 1910
- S-3 Bổ sung và cải tiến S-2, 1910
- S-4 một chỗ ngồi, hai tầng cánh một động cơ vận hành phát triển từ S-3, không bao giờ bay được, 1911
- S-5 một chỗ ngồi, hai tầng cánh một động cơ, máy bay thực tế đầu tiên của Sikorsky, 1911
- S-6 ba chỗ ngồi, hai tầng cánh một động cơ, 1912
- S-7 hai chỗ ngồi, một tầng cánh một động cơ, 1912
- S-8 hai chỗ ngồi hai tầng cánh một động cơ huấn luyện, 1912
- S-9 Krugly ba chỗ ngồi, một tầng cánh một động cơ, 1913
- S-10 bốn chỗ ngồi, một tầng cánh một động cơ thăm dò/huấn luyện phát triển từ S-6, 1913
- S-11 Polukrugly hai chỗ ngồi, một động cơ nguyên mẫu thăm dò một tầng cánh giữa, 1913
- S-12 một chỗ ngồi, máy bay huấn luyện một động cơ, máy bay thành công nhất của Sikorsky tại Nga, 1913
- S-13 and S-14 thiết kế đề xuất, không bao giờ hoàn thành do không có động cơ
- S-15 đông cơ đơn, tàu bay có phao hạng nhẹ thả bom, 1913
- S-16 hai chỗ ngồi, máy bay hộ tống một động cơ, 1914-1915
- S-17 hai chỗ ngồi, máy bay trinh sát hai tầng cánh một động cơ dựa trên S-10, 1915
- S-18 hai chỗ ngồi, hai động cơ đẩy hai tầng cánh chiến đấu/đánh chặn
- S-20 hai chỗ ngồi, máy bay chiến đấu hai tầng cánh, 1916
- S-21 Russky Vityaz máy bay dân dụng hai tầng cánh bốn động cơ, máy bay bốn động cơ thành công đầu tiên, 1913
- S-22–S-27 Ilya Muromets máy bay dân dụng hai tầng cánh bốn động cơ và thả bom hạng nặng, 1913
- S-28 đề xuất bốn động cơ hai tầng cánh thả bom, bị hủy do kết thúc chiến tranh thế giới lần thứ nhất, 1918
- S-29-A máy bay dân dụng hai tầng cánh hai động cơ, thiết kế đầu tiên tại Mỹ của Sikorsky, 1924
- S-38 thủy phi cơ hai động cơ, tám chỗ ngồi, 1928
- S-42 Clipper – thủy phi cơ, 1934
- S-43 phiên bản thu nhỏ của S-42, 1934
- VS-300 máy bay trực thăng nguyên mẫu thử nghiệm, 1939
- VS-44 thủy phi cơ, 1942
- R-4 máy bay trực thăng sản xuất hàng loạt đầu tiên trên thế giới, 1942

## Cuộc sống tại Hoa Kỳ

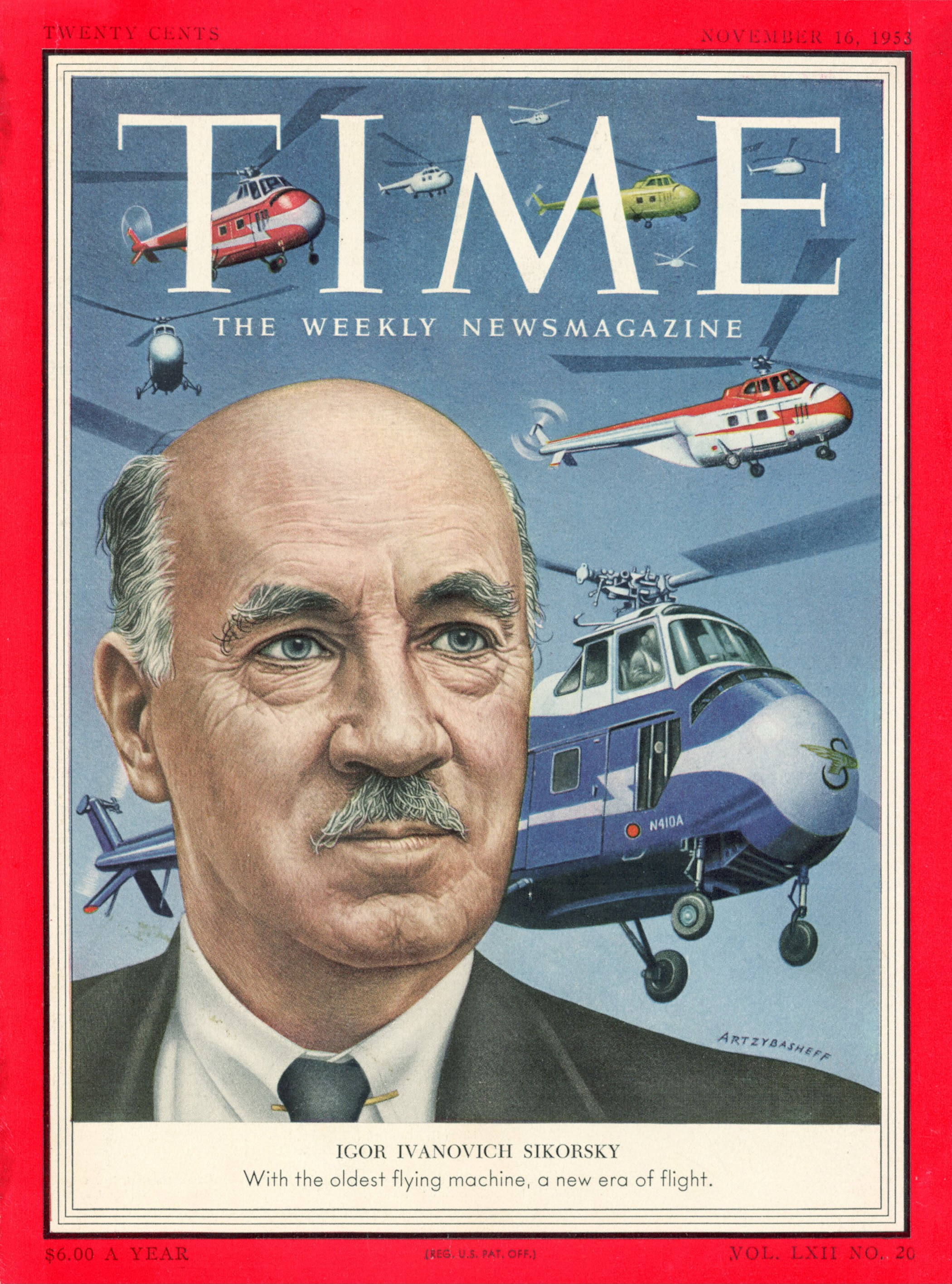
Igor Sikorsky trên trang bìa của tạp chí Time năm 1953.

Tại Hoa Kỳ, ông bắt đầu với công việc của một giáo viên và sau đó là giảng viên đại học, đồng thời tìm kiếm cơ hội làm việc trong ngành hàng không. Năm 1932, ông gia nhập ngành khoa học của Đại học Rhode Island để thành lập một chương trình kỹ thuật hàng không và ở lại trường đại học cho đến năm 1948. Ông cũng giảng dạy tại Đại học Bridgeport.
Năm 1923, Sikorsky thành lập Công ty sản xuất Sikorsky tại Roosevelt, New York. Ông được một số cựu sĩ quan quân đội Nga giúp đỡ. Trong số những người ủng hộ chính của Sikorsky có nhà soạn nhạc Sergei Rachmaninoff, người mở đầu bằng cách viết một tấm séc 5.000 đôla Mỹ  (tương đương khoảng 61.000 đôla vào năm 2007). Mặc dù mẫu đầu tiên của ông đã bị hỏng trong chuyến bay thử nghiệm đầu, Sikorsky đã thuyết phục những người ủng hộ bất đắc dĩ của mình đầu tư thêm 2.500 đôla. Với số tiền bổ sung, ông đã chế tạo được chiếc máy bay S-29, một trong những máy bay hai động cơ đầu tiên ở Mỹ, có sức chứa 14 hành khách và tốc độ 115 mph. Hiệu năng của S-29 chậm hơn so với máy bay quân sự năm 1918 khiến nó đã thất bại trong việc thu hút khách hàng mà Sikorsky đã kỳ vọng.
Năm 1928, Sikorsky trở thành công dân nhập tịch Hoa Kỳ. Công ty sản xuất Sikorsky chuyển đến Stratford, Connecticut vào năm 1929. Nó trở thành một phần của Tổng công ty Vận tải và Thiết bị bay Hoa Kỳ (ngày nay là Tổng công ty Công nghệ Hoa Kỳ) vào tháng 7 năm đó. Công ty đã sản xuất những chiếc thủy phi cơ, chẳng hạn như S-42 "Clipper", được sử dụng bởi Pan Am cho các chuyến bay xuyên Đại Tây Dương.
Trong khi đó, Sikorsky cũng tiếp tục công việc trước đó của mình với máy bay nâng thẳng trong khoảng thời gian sống tại Nichols, Connecticut. Vào ngày 14 tháng 2 năm 1929, ông đã xin cấp bằng sáng chế cho một máy bay thủy phi cơ "nâng thẳng" sử dụng khí nén để cung cấp năng lượng cho "cánh quạt" nâng thẳng và hai cánh quạt nhỏ hơn cho lực đẩy. Đến ngày 27 tháng 6 năm 1931, Sikorsky xin cấp bằng sáng chế cho một "máy bay nâng thẳng" khác và được trao bằng sáng chế số 1.994.488 vào ngày 19 tháng 3 năm 1935. Kế hoạch thiết kế của ông cuối cùng đã đạt đến đỉnh cao với chiếc Vought-Sikorsky VS-300 vào 14 tháng 9 năm 1939, với chuyến bay thông suốt diễn ra 8 tháng sau đó vào ngày 24 tháng 5 năm 1940. Thành công của Sikorsky với VS-300 là tiền đề của R-4, chiếc máy bay trực thăng sản xuất hàng loạt đầu tiên trên thế giới vào năm 1942. Cấu hình khối quay của chiếc VS-300 cuối cùng của Sikorsky bao gồm một cánh quạt chính và một cánh quạt đuôi phản lực duy nhất đã được chứng minh là một trong những cấu hình máy bay trực thăng phổ biến nhất, được sử dụng trong hầu hết máy bay trực thăng sản xuất ngày nay.

## Cuộc sống cá nhân
ikorsky đã kết hôn với Olga Fyodorovna Simkovitch tại Đế quốc Nga. Sau Cách mạng Tháng Mười, họ đã ly dị và Olga vẫn ở lại Nga với cô con gái Tania còn Sikorsky sau đó đã di cư sang Hoa Kỳ. Năm 1923, chị gái của Sikorsky di cư sang Hoa Kỳ, mang theo cô con gái Tania của ông lúc đó mới 6 tuổi. Sikorsky kết hôn với Elisabeth Semion (1903–1995) vào năm 1924 tại New York. Sikorsky và Elisabeth có với nhau bốn người con trai đặt tên là Sergei, Nikolai, Igor Jr. và George.
Cô con gái của ông là Tania Sikorsky von York (1918-2008) sinh ra tại Kiev, được đào tạo ở Hoa Kỳ và có bằng cử nhân tại Cao đẳng Barnard và tiến sĩ tại Đại học Yale. Cô là một trong những giảng viên ban đầu của Đại học Sacred Heart ở Bridgeport, Connecticut, nơi bà làm giảng viên Xã hội học trong 20 năm. Con trai cả của ông là Sergei Sikorsky gia nhập Tổng công ty Công nghệ Hoa Kỳ vào năm 1951 và nghỉ hưu năm 1992 với tư cách là Phó chủ tịch của các dự án đặc biệt tại Sikorsky Aircraft. Một người con trai khác của Sikorsky là Igor Sikorsky Jr. trở thành luật sư, doanh nhân và nhà sử học hàng không. Igor Sikorsky III cũng là một phi công.
Ngày 26 tháng 10 năm 1972, Sikorsky qua đời tại nhà riêng ở Easton, Connecticut và được chôn cất tại nghĩa trang Chính thống Nga Gioan Baotixita nằm trên Đại lộ Nichols ở Stratford. 

## Di sản
Năm 1966, Sikorsky được giới thiệu vào Đại sảnh danh vọng Khí quyển và Không gian Quốc tế, nơi những người đã có những đóng góp đáng kể cho sự phát triển của chuyến bay và công nghệ hàng không vũ trụ. Sự nghiệp của Sikorsky và Andrei Tupolev được mô tả trong bộ phim tiểu sử của Liên Xô năm 1979 có tên là The Poem of Wings (tiếng Nga: Поэма о крыльях, tạm dịch là "Bài thơ của Cánh"), nơi Sikorsky được miêu tả bởi Yury Yakovlev. Một mô hình của Ilya Muromets đã được tạo lại để quay phim.
Cầu tưởng niệm Igor I. Sikorsky trên đại lộ Merritt bắc qua sông Housatonic nằm bên cạnh trụ sở công ty Sikorsky được đặt theo tên ông. Sikorsky đã được Cơ quan lập pháp bang Connecticut công nhận là nhà tiên phong hàng không của bang Connecticut. Tổng công ty máy bay Sikorsky ở Stratford vẫn tiếp tục hoạt động cho đến ngày nay với tư cách là một trong những nhà sản xuất máy bay trực thăng hàng đầu thế giới, và một sân bay nhỏ gần đó đã được đặt tên là sân bay tưởng niệm Sikorsky.
Sau khi qua đời, ông được vinh danh trong Đại sảnh danh vọng Nhà phát minh Quốc gia và Đại sảnh danh vọng Doanh nhân trẻ Hoa Kỳ vào năm 1987. Vào tháng 10 năm 2011, một trong những đường phố ở Kiev đã được đổi tên thành Sikorsky. Quyết định được đưa ra bởi Hội đồng thành phố theo yêu cầu của Đại sứ quán Hoa Kỳ tại Ukraina, nơi đặt văn phòng mới trên chính con phố đó. Ngôi nhà cũ của gia đình Sikorsky ở trung tâm lịch sử thành phố được bảo tồn cho đến ngày nay nhưng trong tình trạng bị lãng quên và đang chờ khôi phục.
Vào tháng 11 năm 2012, một trong những chiếc máy bay ném bom chiến lược hạng nặng siêu thanh Tu-160 của Nga đặt tên là Igor Sikorsky ở căn cứ không quân Engels-2. Điều này gây tranh cãi giữa các thành viên phi hành đoàn căn cứ không quân. Một trong những sĩ quan nói rằng, Igor Sikorsky không xứng đáng vì ông đặt nền móng cho hàng không Hoa Kỳ chứ không phải cho Nga. Tuy nhiên, sĩ quan chỉ huy hàng không tầm xa cho biết, Igor Sikorsky có tinh thần trách nhiệm với các hoạt động của máy bay quân sự, lưu ý rằng Sikorsky cũng đã thiết kế máy bay ném bom hạng nặng đầu tiên cho Nga. Năm 2013, ông được tạp chí Flying xếp thứ 12 trong danh sách 51 Anh hùng của Hàng không. Vào tháng 8 năm 2016, Đại học Kỹ thuật Quốc gia Ukraina "Viện Bách khoa Kiev" được đặt tên là Đại học Kỹ thuật Quốc gia Ukraina "Viện Bách khoa Igor Sikorsky Kiev", cựu sinh viên và nhà thiết kế máy bay xuất sắc của trường. Ngày 22 tháng 3 năm 2018, hội đồng thành phố Kiev chính thức đổi tên Sân bay quốc tế Zhulyany Kiev thành Sân bay quốc tế Igor Sikorsky Kiev  Zhuliany.